# Župnija Ljubljana - Fužine
Župnija Ljubljana - Fužine je rimskokatoliška teritorialna župnija dekanije Ljubljana - Moste nadškofije Ljubljana.

## Zgodovina
Župnija je bila ustanovljena 3. aprila 1988.